# Asyprocessa laevi
Asyprocessa laevi là một loài bướm đêm thuộc họ Erebidae. Loài này có ở miền bắc và tây bắc Thái Lan.
Sải cánh dài khoảng 8 mm. 